# Vansbro (Gemeinde)
Koordinaten: 60° 31′ N, 14° 13′ O

Vansbro ist eine Gemeinde (schwedisch kommun) in der schwedischen Provinz Dalarnas län und der historischen Provinz Dalarna. Der Hauptort der Gemeinde ist Vansbro.

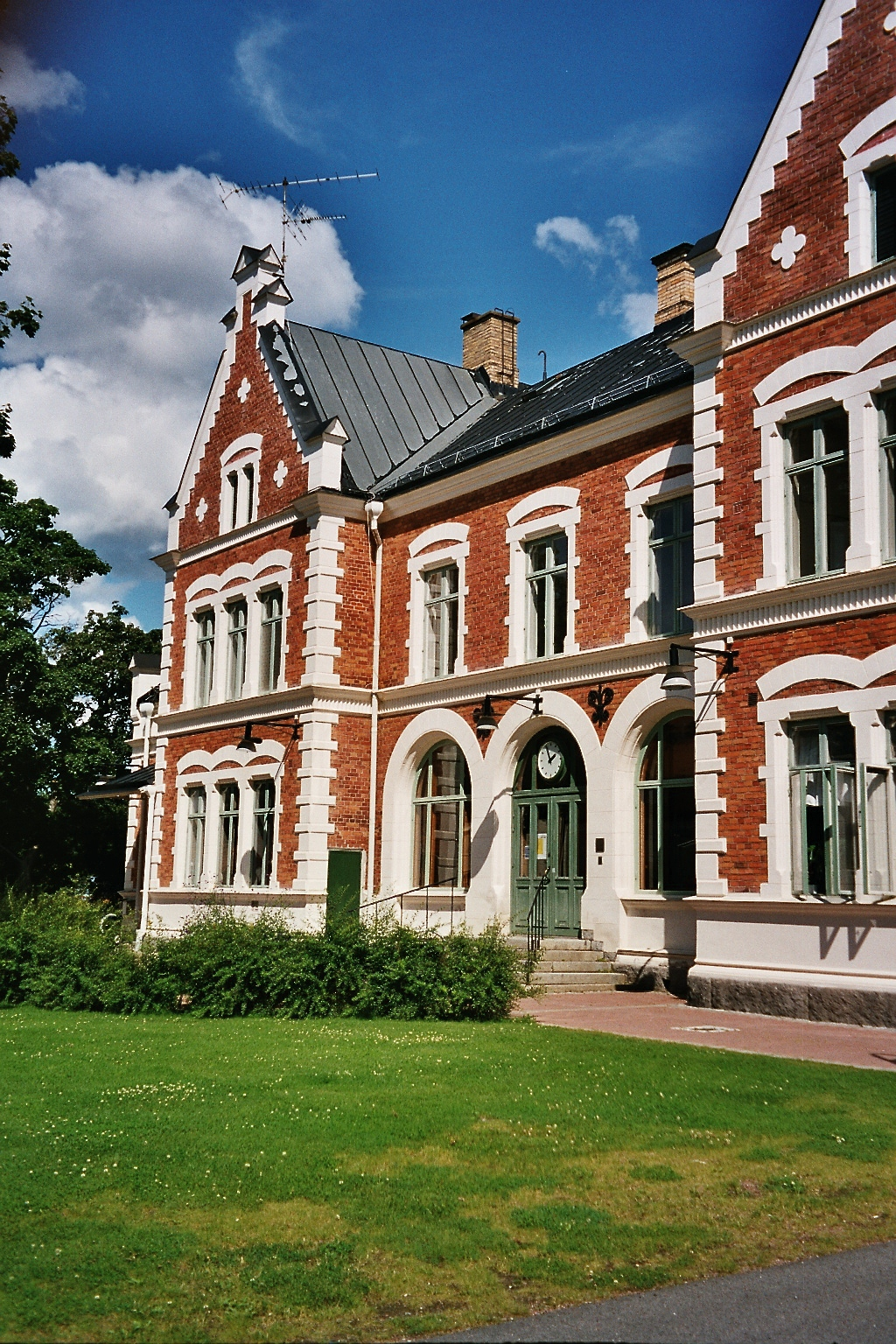
Bahnhofsgebäude von Vansbro

## Sport
Die Gemeinde ist bei Schwimmern bekannt für das Vansbrosimningen („Vansbroschwimmen“), ein Langstreckenwettbewerb im Schwimmen über drei Kilometer. Vansbrosimningen ist einer der vier Wettkämpfe, die unter dem Begriff „Ein schwedischer Klassiker“ (schwed. En svensk klassiker) zusammengefasst sind.

## Verkehr
Vansbro hat Anschluss an die Inlandsbahn.

## Größere Orte
Diese Orte sind größere Ortschaften (tätorter):
- Äppelbo
- Dala-Järna
- Nås
- Vansbro